# 咒怨驚恐極限OVA版
《咒怨驚恐極限OVA版》（Juon）是一部2000年的日本OVA超自然恐怖电影，是咒怨系列的第一部正式作品，在其之前有两部短片。影片由清水崇编剧和导演，分为六个部分，讲述了住在被诅咒的房子里的住户的经历。在这个房子里，佐伯剛雄（松山鷹志饰）因嫉妒杀死了妻子伽椰子（藤貴子饰）。同年上映了续集《咒怨驚恐極限OVA版2》。

## 剧情
插畫家佐伯剛雄发现妻子伽椰子对她的大学朋友小林俊介有深厚的好感后，杀死了伽椰子、儿子俊雄和家猫マー，然后离开了家。围绕谋杀的愤怒和悲伤产生了一个诅咒，使其居民变成怨靈。任何进入这座位于東京都練馬區的房子，甚至与进入房子的人有联系的人，都会受到诅咒的影响，并在他们死去的地方传播其影响，带来更多受害者。
俊介是俊雄的小学老师，他注意到俊雄多次缺课。他去拜访佐伯家，留下怀孕的妻子真奈美在家。他找到了俊雄，但俊雄拒绝和他说话，他只好等待家长的到来。俊介对房子周围的怪异现象感到疲惫。在偶然闯入伽椰子的房间后，他了解到她对他的单相思，还发现她的血腥尸体藏在阁楼里。惊慌失措的俊介试图带着俊雄逃跑，这时他接到剛雄的电话。剛雄已经去了他的公寓，强行取出了真奈美的未出生胎儿并杀死了她。震惊中，他无法做出正确反应，伽椰子的尸体复活杀死了他。同时，剛雄带着死去的胎儿在街上行走，被伽椰子杀死。
不久之后，村上一家搬进了佐伯家。女儿柑菜和她的家庭教师由纪在一起，这时她记起她必须去学校喂兔子。由纪因为有恐貓症，当一只黑猫突然出现在屋子里时，她退到了柑菜的衣柜里。听到阁楼传来奇怪的声音后，她前去调查，被伽椰子杀死。
对此事件毫不知情的柑菜的弟弟强志离开家去学校见女朋友田村瑞穗。强志没有到达学校，瑞穗只得在教师办公室等待，期间一位老师再次检查学校。突然，她被俊雄吓到了，这时她又接到一个来自“4444444444”的电话（“四”的日语发音与“死”相似），同时俊雄出现在她旁边。
侦探吉川和助手神尾正在调查被肢解的高中生吉田久代的尸体，她是两名被安排喂养学校兔子的学生之一。同时发现了一个人类的下颌骨。在村上家，母亲典子刚刚回到家，就注意到柑菜衣衫不整地进了家门。柑菜转过身来，露出了没有下颌的面容，典子惊恐地尖叫起来。
不久之后，铃木房地产公司接管了练马的房子，负责人铃木达也为出售房子联系了能通灵的妹妹铃木响子。她一进入房子就感到不适，在短暂看到伽椰子后更加不安。喝了一口清酒后，响子告诉达也，任何想购买这所房子的人都必须喝下清酒；如果吐了出来，就不应该买下。她匆忙离开了房子，留下她的哥哥在身后。过了一会儿，响子得知房子已经卖给了北田夫妇。她决定再检查一下房子，惊讶地发现妻子北田良美已被伽椰子附身。

## 演员
- 柳憂怜（日语：柳憂怜） 饰 小林俊介
- 栗山千明 饰 田村瑞穗
- 三輪瞳 饰 由紀
- 三輪明日美（日语：三輪明日美） 饰 村上柑菜
- 小山僚太 饰 佐伯俊雄（日语：佐伯俊雄）
- 藤貴子 饰 佐伯伽椰子（日语：佐伯伽椰子）
- 松山鷹志 饰 佐伯剛雄（日语：佐伯剛雄）
- 安藤一志 饰 村上強志
- 吉行由實（日语：吉行由実） 饰 村上典子
- 優惠 饰 小林真奈美
- 藤井香织 饰 北田良美
- 大家由祐子（日语：大家由祐子） 饰 鈴木響子
- 蘆川誠 饰 鈴木達也

## 发行与评价
《咒怨驚恐極限OVA版》于2000年2月11日发行录像。
AllMovie称这部电影为“日本低成本恐怖电影中出乎意料地成功的一部”，写道：“虽然剧情从未真正连贯——它杂乱而令人困惑——但电影成功之处在于其令人不安的诡异氛围和一贯的悲伤和令人不安的基调。”

## 舞台剧改编
《咒怨》的舞台剧改编于2023年推出，改编了这部电影及其续集的情节。